# Storselet (Skorpeds socken, Ångermanland, 703774-159092)
Storselet är en sjö i Örnsköldsviks kommun i Ångermanland och ingår i Nätraåns huvudavrinningsområde. Sjöns area är 0,059 kvadratkilometer och den befinner sig 307 meter över havet.